# Lilltjärnen (Piteå socken, Norrbotten)
Lilltjärnen är en sjö i Piteå kommun i Norrbotten och ingår i Piteälvens huvudavrinningsområde. Lilltjärnen ligger i Piteälven Natura 2000-område.